# Arithmetischer Unterlauf
Unter einem arithmetischen Unterlauf oder kurz Unterlauf versteht man in der Computertechnik einen Zustand, der auftritt, wenn das Resultat einer Berechnung zu klein ist, um dargestellt werden zu können.
Bei Rechnungen mit Gleitkommazahlen tritt ein Unterlauf dann ein, wenn die Größe eines Zwischenergebnisses (vor dem Runden) zwischen 0 und der kleinsten Gleitkommazahl im gegebenen Format liegt. Die Behandlung des Unterlaufes wird im Standard IEEE 754 geregelt.